# Кордильєра-Волканіка (Перу, Чилі)
Кордильра-Волканіка (ісп. Cordillera Volcánica) — гірський хребет, частина масиву Кордильєра-Оксиденталь Перуанських Анд, розташований переважно на території перуанського регіону Арекіпа, проте за деякими возначеннями тягнеться до чилійського регіону Аріка-і-Парінакота. Найвищі вершини: Чачані (6075 м, за 20 км від міста Арекіпа), Ель-Місті (5821 м), Пічу-Пічу (5650 м) і Убінас (5672 м, за 35 км від міста Омате), часто включається і Такора (5988 м). Хоча льодовики відсутні, часто сніг залишається протягом вього року.